# Malik Deenar
Malik ibn Deenar, también conocido como Malik Deenar, en árabe: مالك دينار , transliterado  Mālik B. Dīnār ,en  malabar: മാലിക് ദീനാര്) murió en 748 d. C. y fue uno de los primeros musulmanes conocidos que fueron a la India para propagar el Islam en el sur de Asia. Aunque los historiadores no están de acuerdo con el lugar exacto de su muerte, está ampliamente aceptada la hipótesis de que murió en Kasaragod y que sus reliquias fueron enterradas en la Mezquita Malik Deenar Juma en Thalangara, Kasaragod. Pertenecía a la generación del tabi'i y era conocido como un tradicionalista fiable en fuentes sunitas, y se dice que transmitió las ideas de autoridades como Malik ibn Anas e Ibn Sirin. Era hijo de un esclavo persa de Kabul que se convirtió en discípulo de Hasan al-Basri. Murió justo antes de la epidemia de peste que causó estragos considerables en Basora en 748-49 d. C. si bien hay varias tradiciones que ubican su muerte en 744-45 o 747-48 d. C.

## Vida
Malik, predicador y moralista de Basora, se ganaba la vida como copista del Corán y parece haber estado interesado en la cuestión de las diversas lecturas de las Escrituras. Durante su vida, Malik tuvo la ocasión de seguir más o menos regularmente las enseñanzas de los tradicionistas y místicos de Basran, tan famosos como Anas b. Mālik, Ibn Sīrīn, Hasan de Basra y Rabī'a al-'Adawiyya. Se consideró que él mismo había llevado una vida ascética y la tradición le atribuyó varios regalos y milagros  taumatúrgicos, incluida la capacidad de caminar sobre el agua. Parece, además, haber sido «un muy elocuente ḳāṣṣ» u orador popular de sermones religiosos que admiraba, en particular, la elocuencia de su al-Ḥajjāj contemporáneo a quien, naturalmente, podía ver en Baṣora.
Según Ibn al-Faḳīh, «trajo honor a su ciudad natal porque fue considerado uno de los seis Baṣrans que no tenían igual en Kūfa». Académicos posteriores que van desde Abū Nu'aym hasta Ibn al-Jawzī reproducen «presentaciones completas» de dichos proverbiales de él, que reflejan claramente hasta qué punto Malik siguió influyendo en los pensadores sunitas de todo tipo. Según Pellat, la articulación explícita del ideal sufí de la  «jihad interior»  o la guerra contra el propio alma,  también encuentra su formulación original en Malik, —Lucha contra tus deseos al igual que peleas contra tus enemigos—, en una máxima que ejerció una influencia considerable sobre los místicos islámicos durante el período medieval. Malik también parece haber apreciado la religión cristiana, e incluso pudo haber leído partes del Nuevo Testamento en busca de inspiración espiritual al imitar el ejemplo de  Jesucristo.

## Legado
- Academia islámica Malik Deenar
- Mezquita Malik Deenar

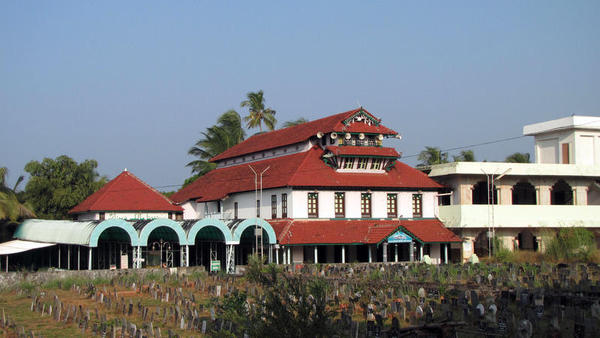
Vista de la mezquita de Malik Deenar desde la puerta exterior

- Congreso de Investigación Malik Deenar